# باول باور
باول باور (بالإنجليزية: Paul Power)‏ (و. 1953  م) هو لاعب كرة قدم، من المملكة المتحدة، ولد في مانشستر، مركز لعبه هو ظهير (كرة القدم).